# Drei Lederhosen in St. Tropez
Drei Lederhosen in St. Tropez ist eine deutsche Softsexfilmkomödie von Franz Marischka aus der Reihe der Lederhosenfilme.

## Handlung
Der bayerische Dorfbürgermeister Peter Eichel ist Besitzer des Zuchtstiers „Erbprinz von Oberbayern“, dessen Geburtstag sogar von der Dorfgemeinschaft gefeiert wird, der allerdings auch immer für komische Situationen sorgt. So fällt eine Reporterin in Ohnmacht, als sie erfährt, dass der sexuell hochaktive 3-jährige ein Stier ist. Als er eine Einladung zu einer Zuchtbullenausstellung im südfranzösischen Avignon erhält, fährt er gemeinsam mit dem urbayerischen Dorfpolizisten Korbinian Zangerl und dem Kellner Paloma, einem angeblichen Spanier, in einem Mercedes-pickup samt Stier nach Avignon. Doch der vorher von seinem Besitzer so hochgelobte LKW macht schlapp und der Stier muss den Pick-up die Passstraße hochziehen. Jedoch kommen sie durch glückliche Umstände zu einem Wohnmobil. Mit dem verpassen sie die Abfahrt nach Avignon und entscheiden stattdessen nach Saint-Tropez zu fahren. 
Dort angekommen mischen sie sich unter die leichtbekleideten Frauen am Strand, wo sie für Prinzen gehalten werden. Die drei Bayern erleben diverse Sexabenteuer, ihnen wird der Wohnwagen mit dem Stier abgeschleppt und sie wenden sich an die Polizei. Dort glaubt der Chef zunächst an eine Kindesentführung, stellt aber schnell fest, dass es sich beim „Erbprinz von Oberbayern“ um einen Stier handelt. Der hat durch eine Verwechselung im Hotel die falsche Tüte bekommen und frisst statt Mohrrüben 30 Millionen Francs aus einem Raubüberfall auf. Anschließend geraten sie in die Hände der Räuber, können sich aber selbst befreien.

## Produktionsnotizen
Drei Lederhosen in St. Tropez entstand vom 5. September bis zum 2. Oktober 1980 in Bayern (München, Allgäu, Moosach) und Südfrankreich (St. Tropez) und wurde am 19. Dezember 1980 uraufgeführt.
Produzent Leon Pulwer übernahm auch die Produktionsleitung. Georg Stiehle sorgte für die Ausstattung, Karin Zenker für die Kostüme. Fritz Baader assistierte Chefkameramann Ernst W. Kalinke, der auch einen Kurzauftritt vor der Kamera absolvierte.

## Kritik
Das Lexikon des Internationalen Films sah in dem Streifen eine „Mischung aus derben Bauerntheaterwitzen, Nuditäten und reizvoller Landschaft“.